# Bobkowy Hrud
Bobkowy Hrud – kolonia w Polsce położona w województwie podlaskim, w powiecie białostockim, w gminie Gródek.

## Historia
Według Pierwszego Powszechnego Spisu Ludności z 1921 roku wieś liczyła 11 domów i 98 mieszkańców (46 kobiet i 52 mężczyzn). Niemal wszyscy mieszkańcy miejscowości zadeklarowali wówczas wyznanie prawosławne (96 osób), pozostali zgłosili wyznanie rzymskokatolickie (2 osoby). Jednocześnie wszyscy mieszkańcy wsi podali narodowość białoruską. We wspomnianym okresie miejscowość posiadała status wsi, nosiła nazwę Bobków Grud i należała do gminy Szudziałowo.
W latach 1975–1998 miejscowość administracyjnie należała do województwa białostockiego.
Obecna, a zarazem pierwotna nazwa miejscowości, w okresie PRL została zastąpiona nazwą Bobków-Gród. Przywrócenie poprawnej historycznie nazwy, jako jedna z nielicznych na Podlasiu w 2009, spotkała się z poparciem miejscowej społeczności.